# Woiwodschaft Karpatenvorland

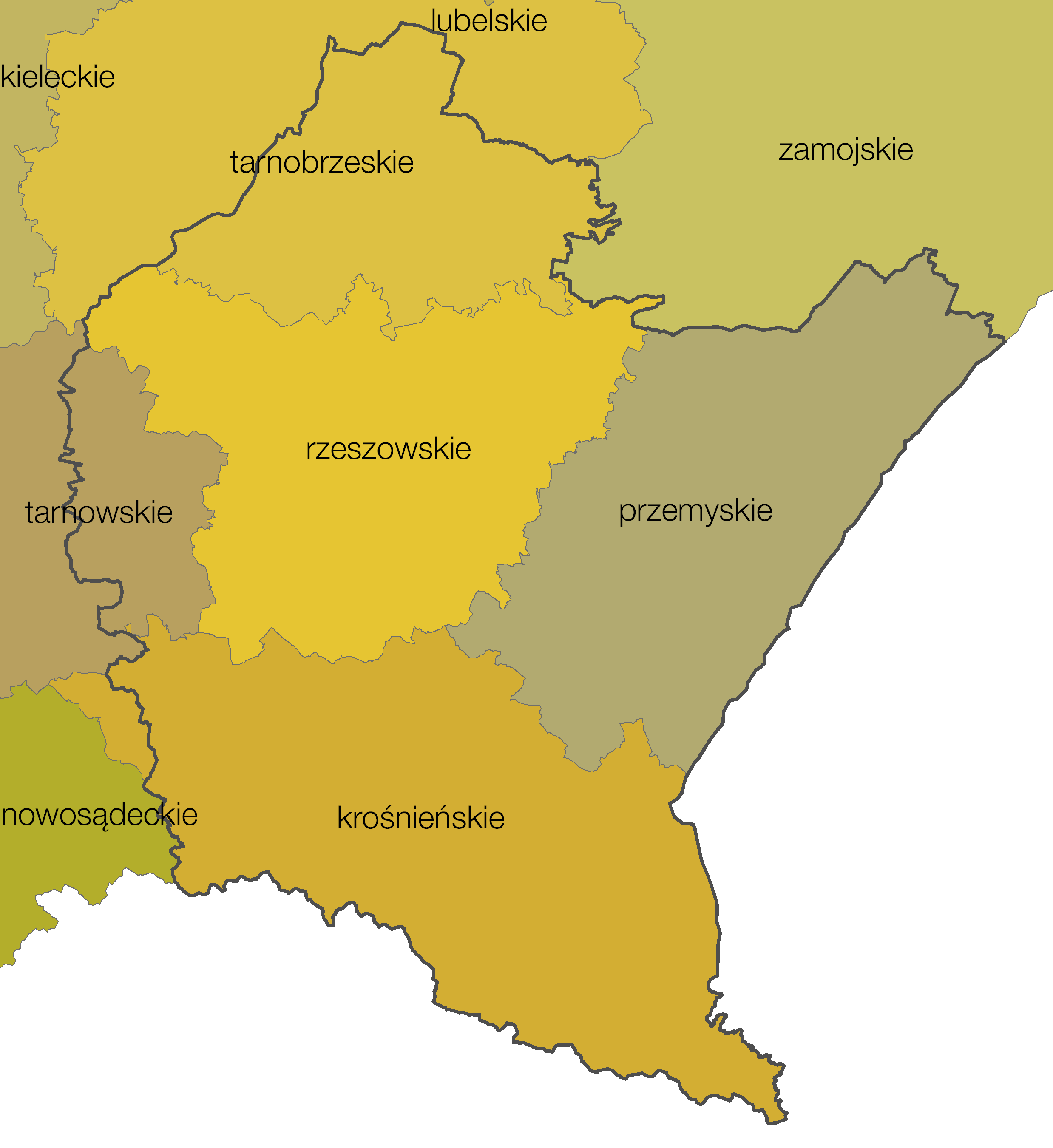
Aufteilung des Karpatenvorlandes in ehemalige Woiwodschaften

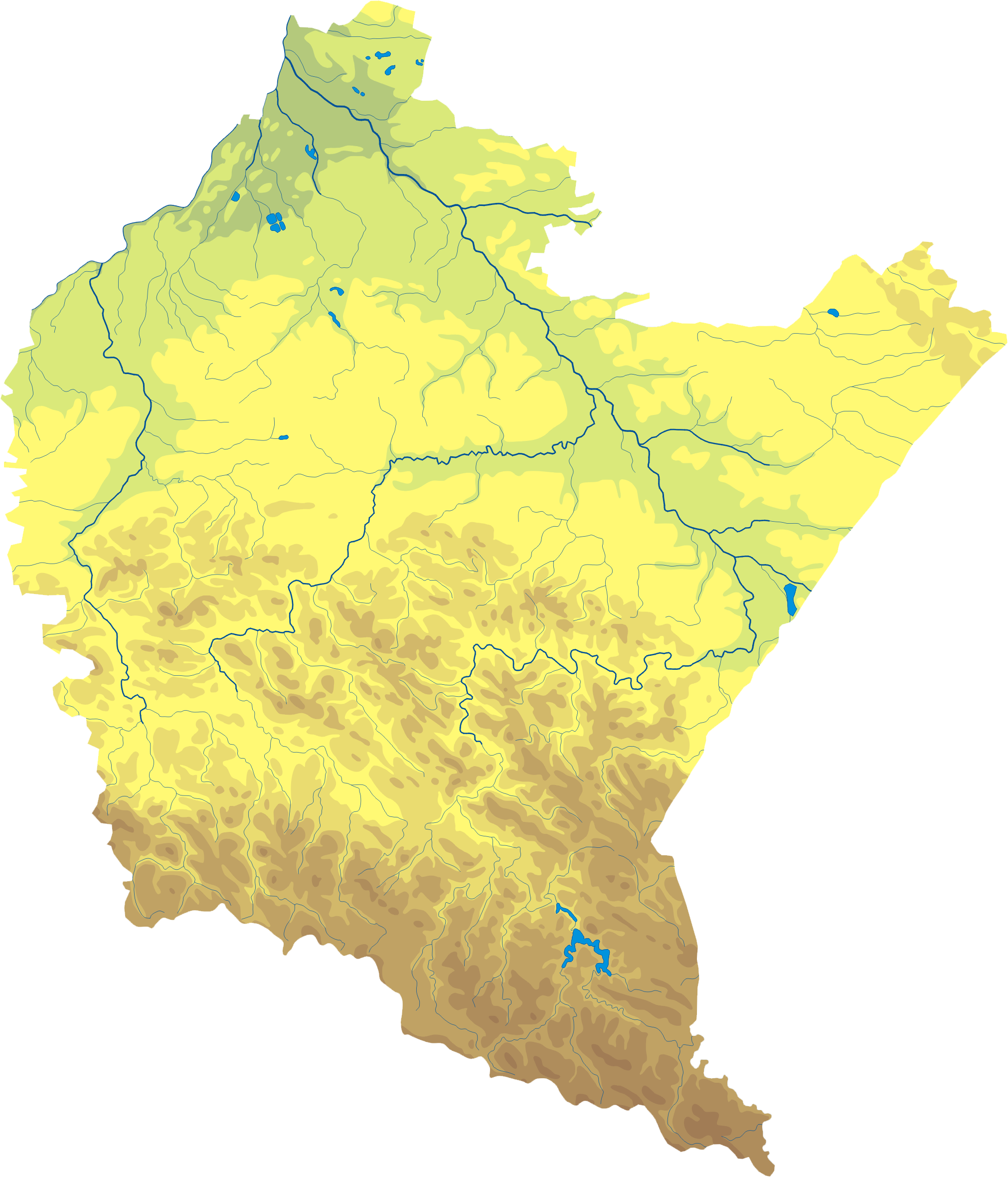
Topographie des Karpatenvorlandes

Die Woiwodschaft Karpatenvorland (polnisch województwo podkarpackie [vɔjɛˈvut͡stfɔ pɔtkarˈpatskʲɛ]) ist eine von 16 Woiwodschaften der Republik Polen. Sie befindet sich im Südosten des Landes am Fluss San. Im Süden grenzt die Woiwodschaft an die Slowakei und im Osten an die Ukraine. Die einzige Großstadt des Karpatenvorlandes ist die zentral gelegene Hauptstadt Rzeszów.
Im Süden liegen die zum namensgebenden Karpatenvorland gehörenden äußeren Ostkarpaten sowie die Waldkarpaten.

## Geschichte
Die Woiwodschaft Karpatenvorland wurde 1999 im Zuge der polnischen Verwaltungsreform überwiegend aus den zuvor existierenden, kleineren Woiwodschaften Rzeszów, Przemyśl sowie eines großen Teils der Woiwodschaft Krosno gebildet. Darüber hinaus gehörte ein größerer Teil im Norden des heutigen Karpatenvorlandes zur Woiwodschaft Tarnobrzeg und im Westen zur Woiwodschaft Tarnów.
Im Jahr 2003 ging die Gemeinde Szerzyny zur Woiwodschaft Kleinpolen über.
Bereits in den Jahren 1945 bis 1975 existierte auf weitgehend gleichem Gebiet des heutigen Karpatenvorlandes eine (größere als in späteren Jahren) Woiwodschaft Rzeszów.

## Wappen
Beschreibung: In Rot und Blau gespalten mit einem silbernen Tatzenkreuz auf dem Spalt; vorn ein linksgewendeter goldbewehrter  und gekrönter silberner Greif und hinten ein rotgezungter und so bewehrter goldener Löwe mit Krone. Der Greif steht dabei für die ehemalige Woiwodschaft Bels und der Löwe für die ehemalige Woiwodschaft Ruthenien.

## Verwaltungsgliederung
Die Woiwodschaft Karpatenvorland ist in 21 Landkreise und vier kreisfreie Städte unterteilt. Sie bilden zwar unter ihrem Namen ebenfalls einen Landkreis, gehören ihm aber selbst nicht an.

### Kreisfreie Städte
- Rzeszów 196.638; 120 km²
- Przemyśl 59.779; 46 km²
- Tarnobrzeg 46.360; 85 km²
- Krosno 45.944; 44 km²

### Landkreise
- Bieszczady 21.489; 1.138 km²
- Brzozów 65.373; 540 km²
- Dębica 134.991; 776 km²
- Jarosław 119.727; 1.029 km²
- Jasło 112.863; 831 km²
- Kolbuszowa 62.039; 774 km²
- Krosno 111.905; 993 km²
- Lesko 26.375; 835 km²
- Leżajsk 68.996; 583 km²
- Lubaczów 54.711; 1.308 km²
- Łańcut 81.226; 452 km²
- Mielec 136.441; 881 km²
- Nisko 66.221; 786 km²
- Przemyśl 73.919; 1.211 km²
- Przeworsk 77.979; 698 km²
- Ropczyce-Sędziszów 74.573; 549 km²
- Rzeszów 170.550; 1.153 km²
- Sanok 93.818; 1.159 km²
- Stalowa Wola 105.431; 832 km²
- Strzyżów 61.161; 503 km²
- Tarnobrzeg 52.720; 520 km²

(Einwohner und Fläche am 31. Dezember 2020)
| Landkreise        | Größte             | Kleinste            |
| ----------------- | ------------------ | ------------------- |
| flächenmäßig      | Powiat Lubaczowski | Powiat Łańcucki     |
| bevölkerungsmäßig | Powiat Rzeszowski  | Powiat Bieszczadzki |

## Geographie

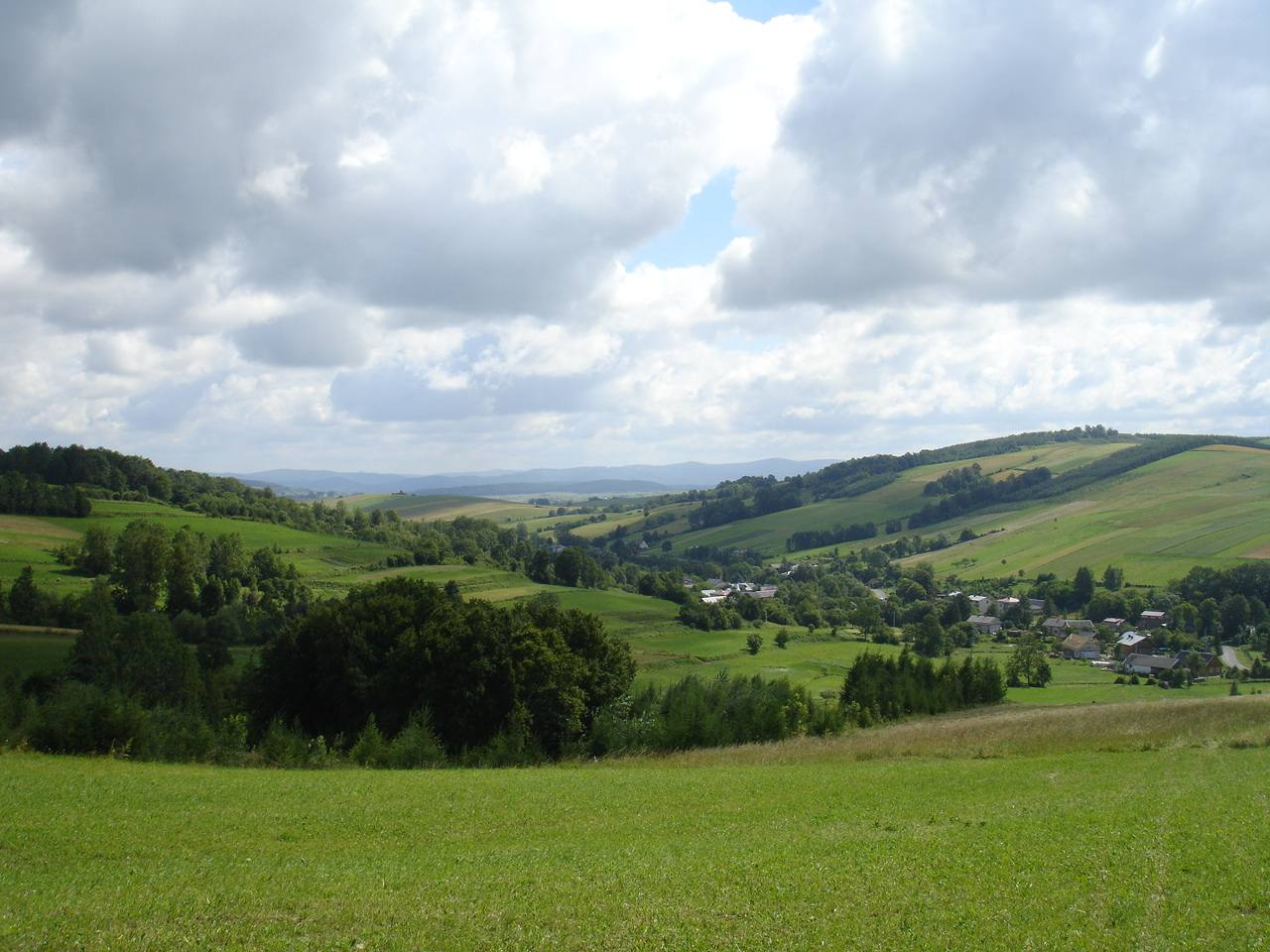
Das Mittelbeskiden-Vorgebirge bei Nadolany

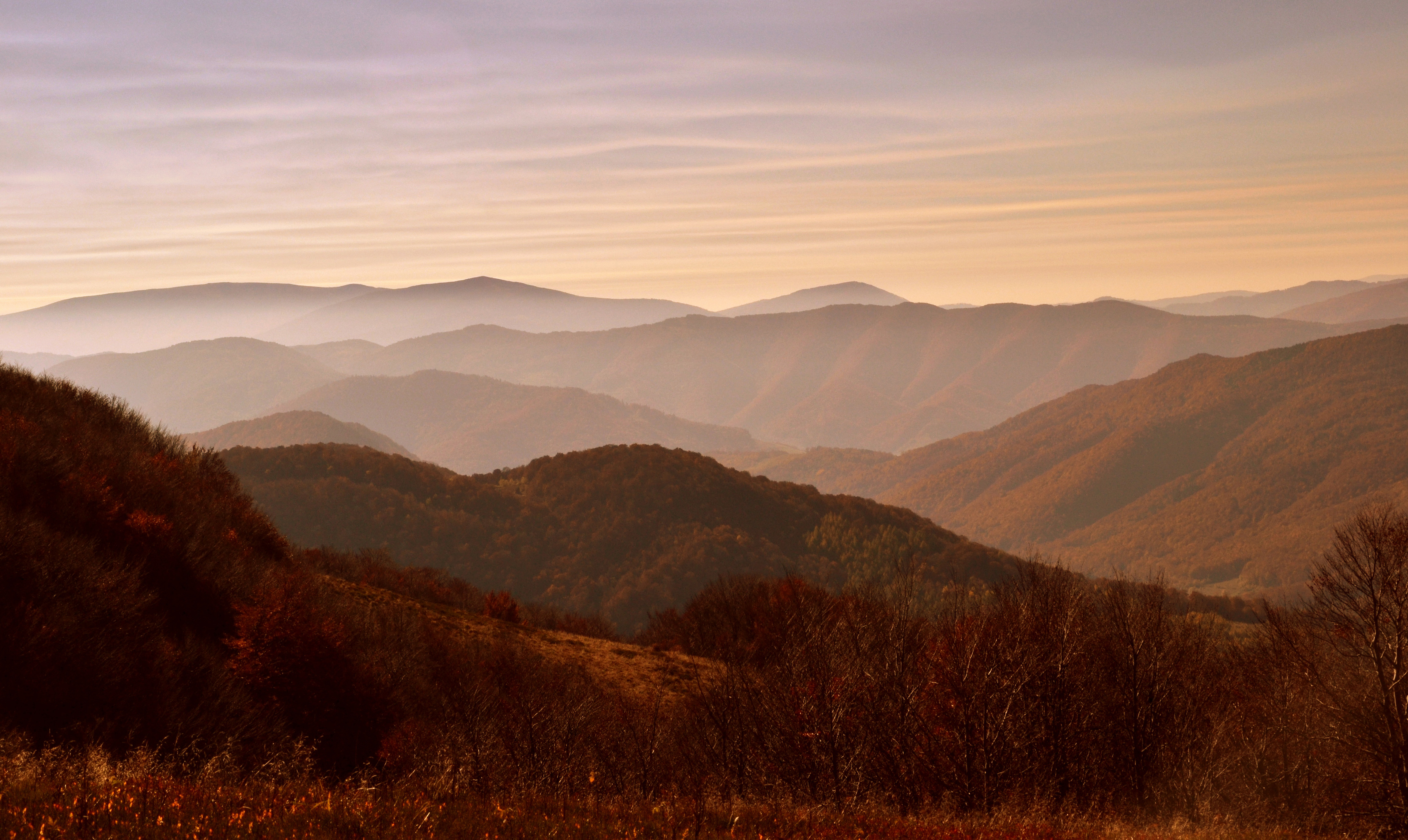
Landschaft der Bieszczady

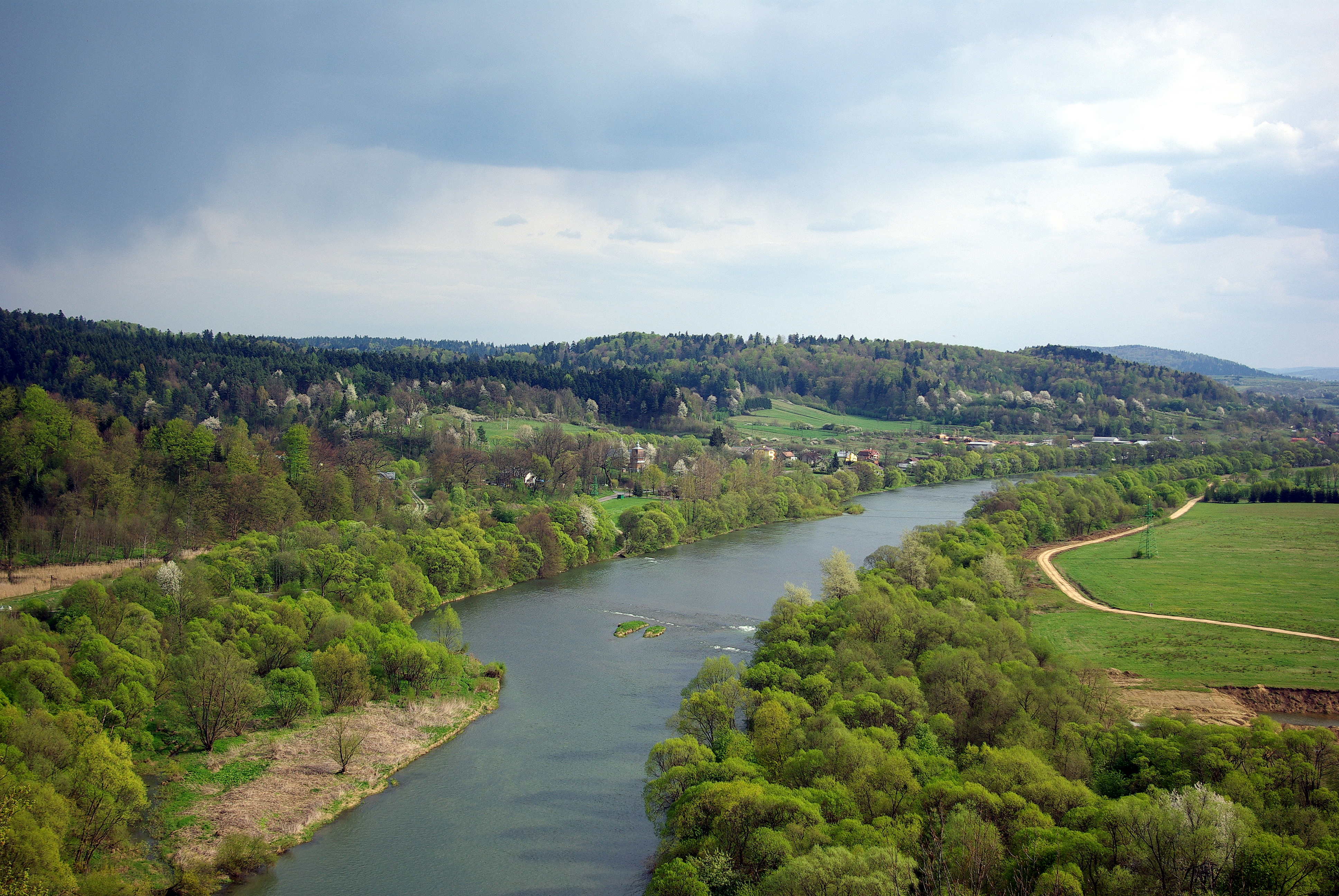
Der Fluss San

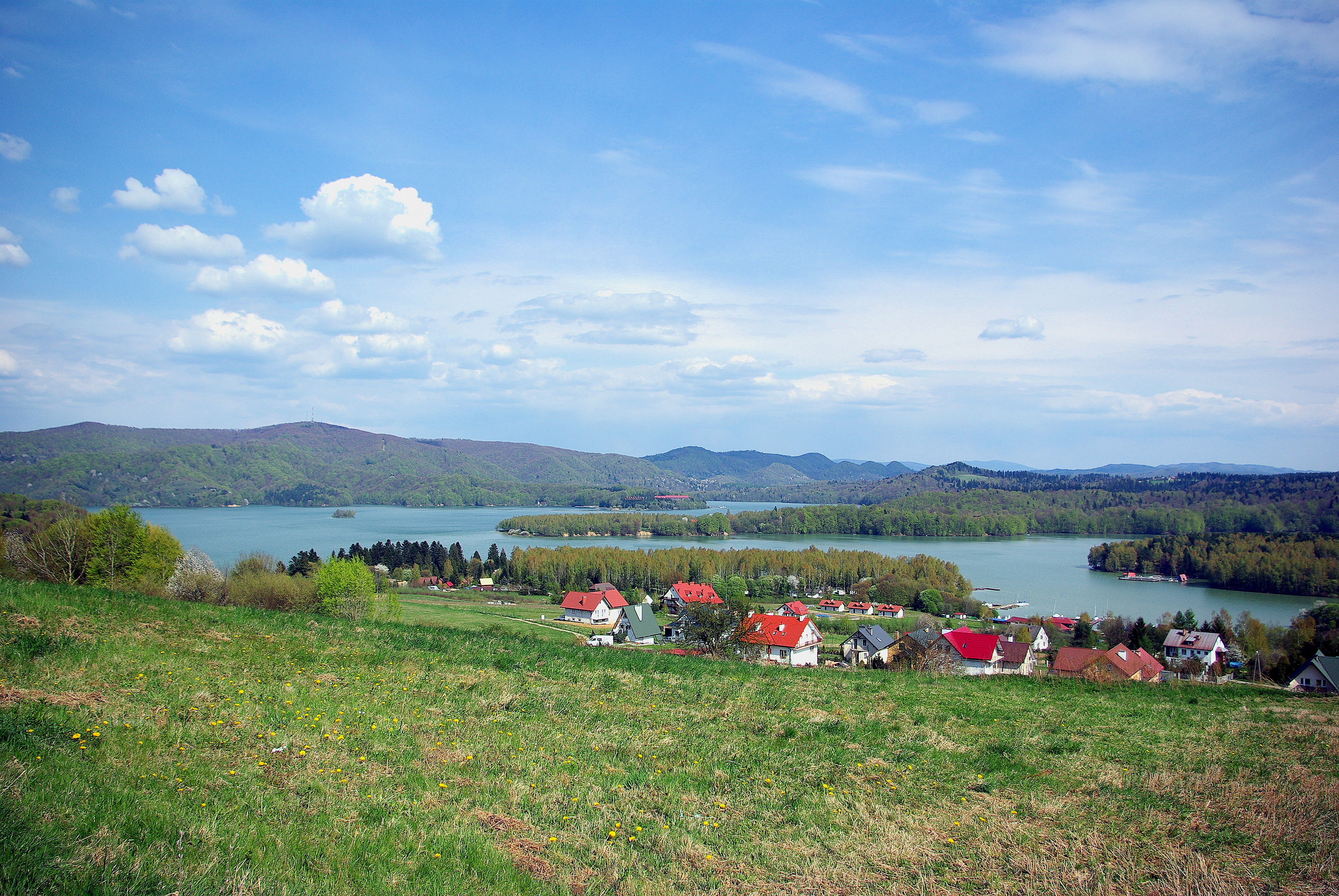
Der Solina-Stausee bei Polańczyk

Innerhalb des Karpatenvorlandes befindet sich in der Gemeinde Lutowiska der südlichste Punkt der Republik Polen.

### Landschaft
Insbesondere der südliche Teil der Woiwodschaft ist hügelig bis gebirgig. Der Name der Region leitet sich von der Gebirgskette der Karpaten (Karpaty) ab, die die südlichen Teile der Woiwodschaft im Grenzgebiet zur Slowakei sowie im Südosten auch zur Ukraine prägen.
Das Gebiet der Woiwodschaft Karpatenvorland hat dabei Anteile an den Mittelbeskiden (Beskidy Środkowe) und den Niederen Beskiden (Beskid Niski). Hier befindet sich der Übergang zwischen den West- und den Ostkarpaten. Weiter östlich schließen sich die Waldkarpaten (Beskidy Lesiste) an, deren zentrales Gebirge wiederum die Bieszczady sind. Der höchste Punkt der Bieszczady ist der Gipfel der Tarnica, die mit 1.346 Metern zugleich auch der höchste Berg des Karpatenvorlandes sind. Das südöstliche Grenzgebiet zur Ukraine befindet sich im Sanok-Turkaer Gebirge (Góry Sanocko-Turczańskie).
Der mittlere Teil des Karpatenvorlandes befindet sich im Gebiet des Mittelbeskiden-Vorgebirges (Pogórze Środkowobeskidzkie), während die nördlichen Teile der Woiwodschaft sich innerhalb des Sandomirer Beckens (Kotlina Sandomierska) befinden. Die komplette nordwestliche Grenze der Woiwodschaft Karpatenvorland bildet die Weichsel.
Ganz im Nordosten, im Grenzgebiet zur Woiwodschaft Lublin ragen außerdem die Ausläufer der Hügelkette des Roztocze ins Karpatenvorland herein.

### Rohstoffe
Bedeutende Vorkommen an Schwefel prägten einst die Wirtschaft um Tarnobrzeg im Norden der Woiwodschaft. Daneben gibt es mehrere, jedoch kleinere, Erdgasfelder im Sandomirer Becken sowie Erdölfelder im Vorland der Beskiden.

### Gewässer
Der wichtigste Fluss der Region ist der San, der seine Quelle im ukrainischen Teil der Waldkarpaten hat, anschließend den Grenzfluss zwischen Polen und der Ukraine bildet und schließlich durch den nordwestlichen Teil des Karpatenvorlandes fließt. Der San mündet in der Nähe von Stalowa Wola in die Weichsel. Weitere wichtige Flüsse innerhalb der Woiwodschaft sind:
| - Lubaczówka - Łęg - Osława - Ropa - Strwiąż - Stupnica | - Szkło - Tanew - Wisłok - Wisłoka - Wisznia - Wołosaty |

Größere natürliche Seen gibt es kaum. Das flächenmäßig größte Gewässer ist der in den Bieszczady gelegene Solina-Stausee (Jezioro Solińskie) mit einer Fläche von 22 Quadratkilometern und einer 82 Meter hohen Staumauer, die die höchste in ganz Polen ist. In unmittelbarer Nähe befindet sich zudem der Myczkowce-Stausee (Jezioro Myczkowskie).

### Klima
Insgesamt ist das Klima der Woiwodschaft kontinental geprägt. Parallel zu den unterschiedlichen Landschaftszonen im Karpatenvorland sind jedoch auch die klimatischen Bedingungen im Karpatenvorland vielfältig. Am mildesten ist das Klima im östlichen Teil des Sandomirer Beckens mit Temperaturen, die im Jahresdurchschnitt über 8 °C liegen. Im Gebirgsvorland werden dagegen maximal 7,5 °C erreicht, während sich in den Karpaten die Jahresdurchschnittstemperaturen zumeist zwischen 6 und 7 °C bewegt.
Gleichzeitig werden im Bergland die höchsten Niederschlagssummen gemessen, die in den Bieszczady bei bis zu 1.200 mm im Jahr liegen. Im Vorland werden um die 700 mm erreicht, während in niederen Lagen zwischen 560 und 650 mm gemessen werden. Das Klima wird überwiegend durch Westwinde bestimmt, in Richtung Osten steigt jedoch auch der Anteil an Ostwinden.
Im Nordwesten der Woiwodschaft ist die Vegetationsperiode mit über 220 Tagen im Jahr am längsten, in den Bergen erreicht sie dagegen eine Länge von maximal 180 Tagen.

### Naturschutzgebiete
- Bieszczady-Nationalpark (Bieszczadzki Park Narodowy)
- Nationalpark Magura (Magurski Park Narodowy)
- Ciśniańsko-Wetliński Park Krajobrazowy
- Czarnorzecko-Strzyżowski Park Krajobrazowy
- Park Krajobrazowy Doliny Sanu
- Park Krajobrazowy Gór Słonnych
- Jaśliski Park Krajobrazowy
- Park Krajobrazowy Lasy Janowskie
- Park Krajobrazowy Pogórza Przemyskiego
- Południoworoztoczański Park Krajobrazowy
- Park Krajobrazowy Puszczy Solskiej

### Nachbarwoiwodschaften
| Woiwodschaft Heiligkreuz |                         | Woiwodschaft Lublin           |
| Woiwodschaft Kleinpolen  |                         | Oblast Lwiw Ukraine           |
|                          | Prešovský kraj Slowakei | Oblast Transkarpatien Ukraine |

## Bevölkerung

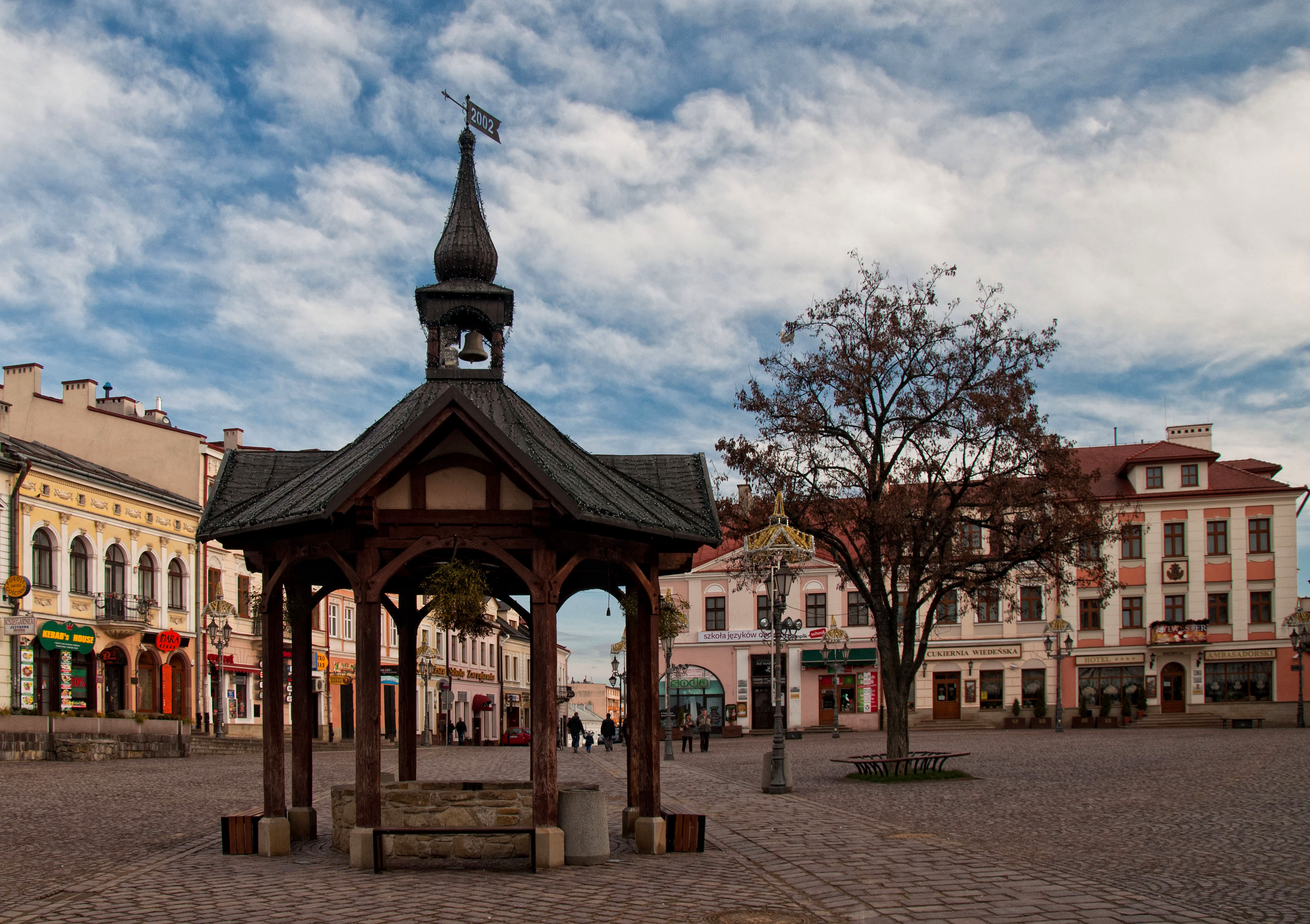
Rzeszów

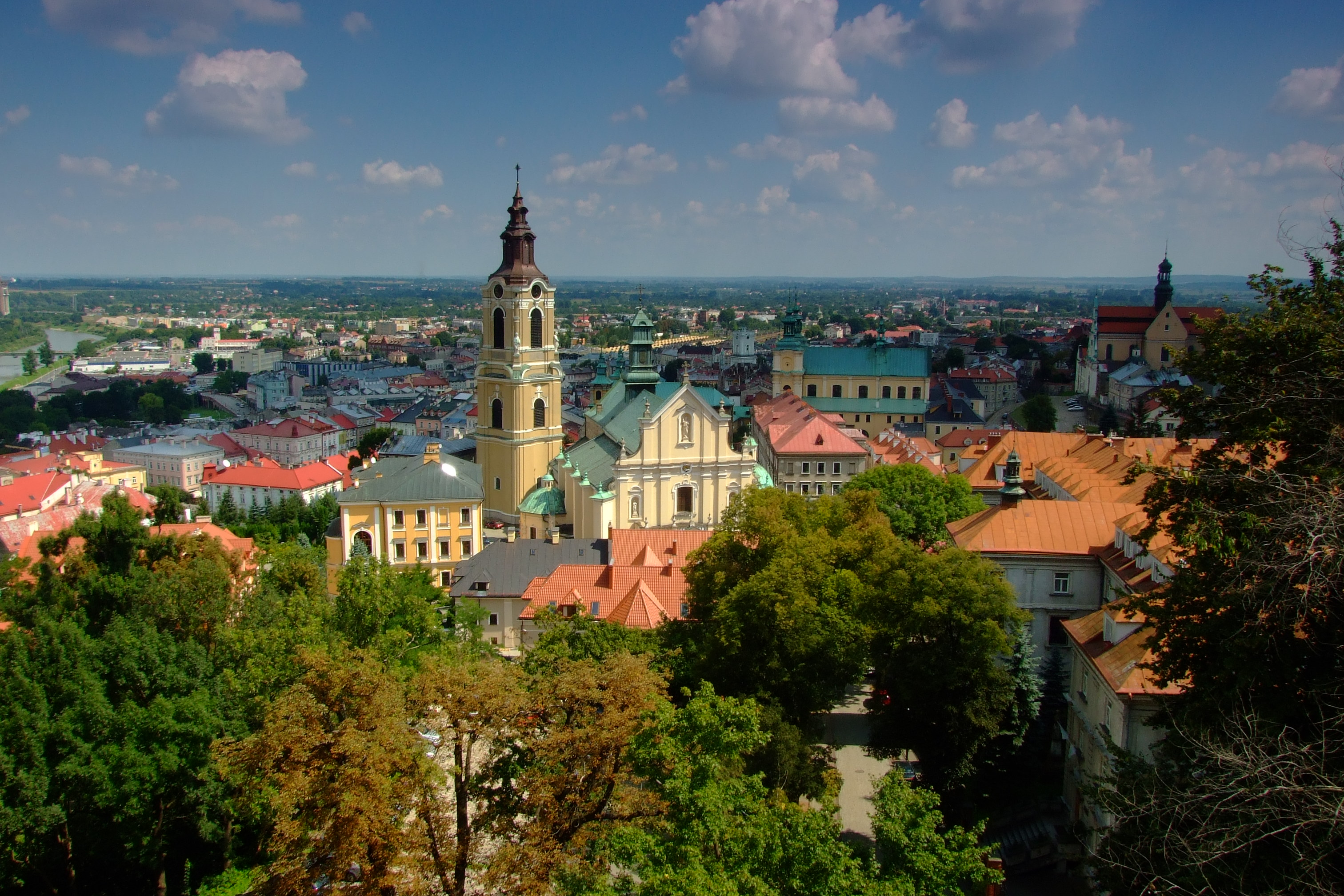
Przemyśl

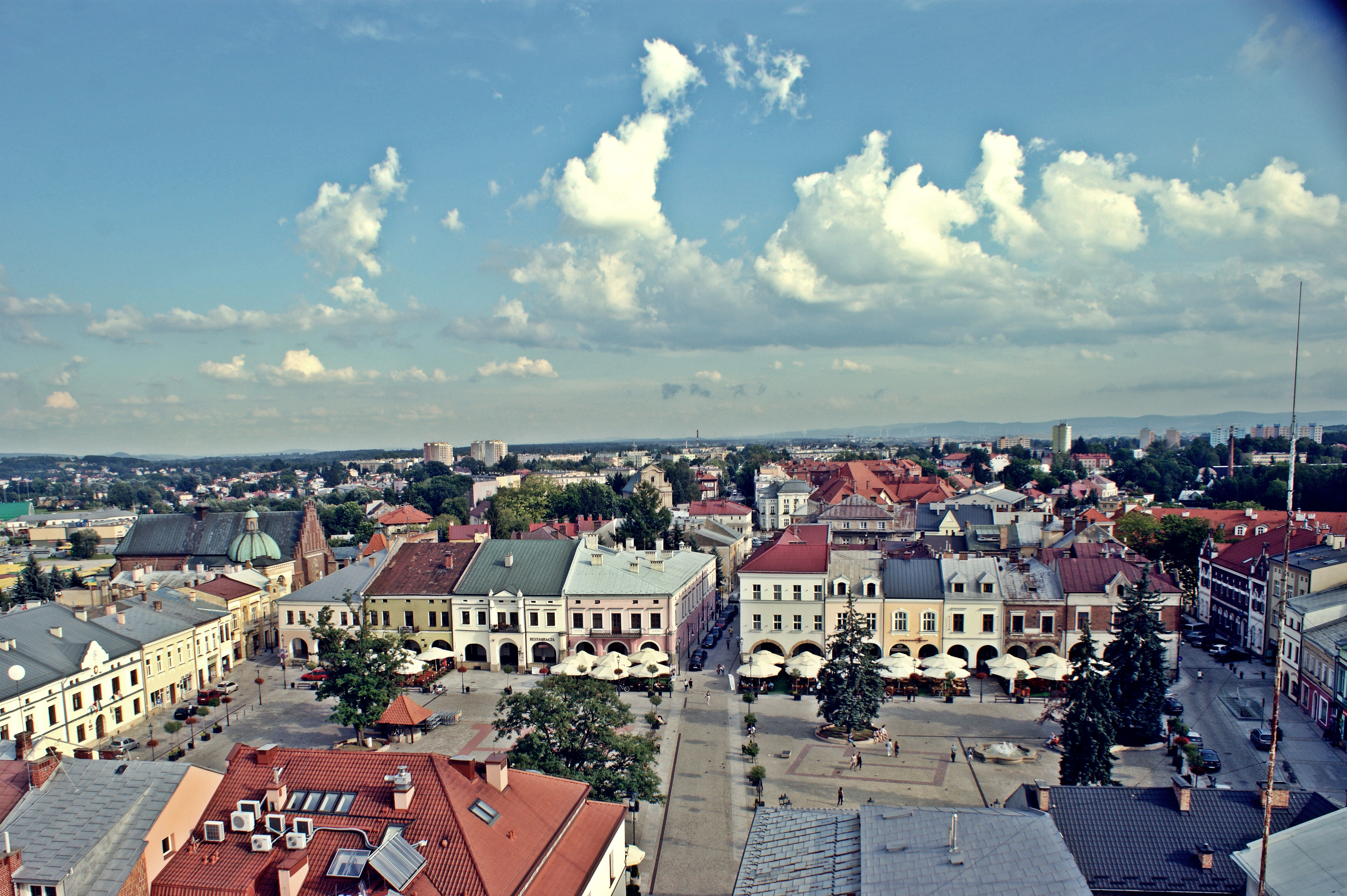
Krosno

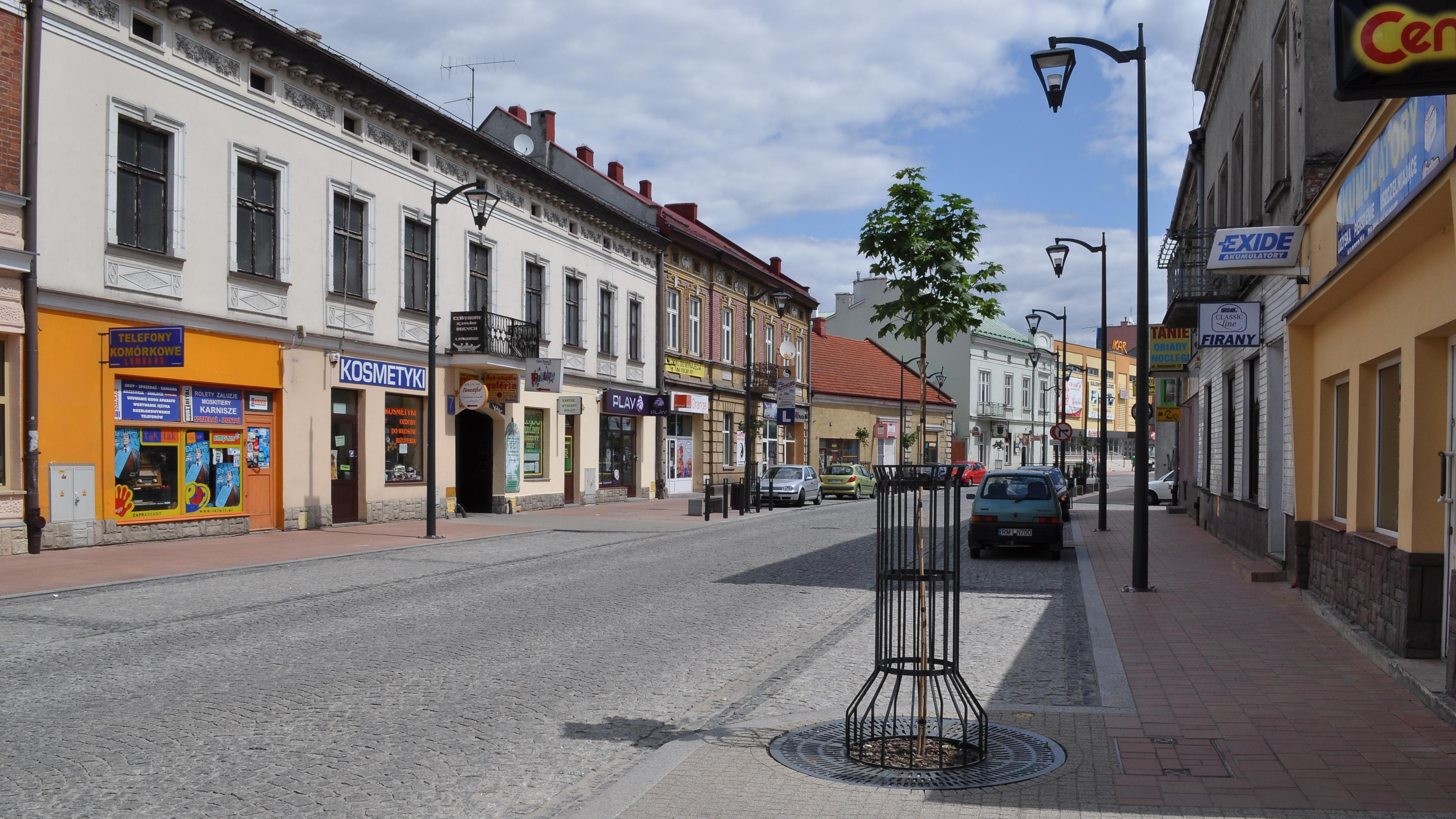
Mielec

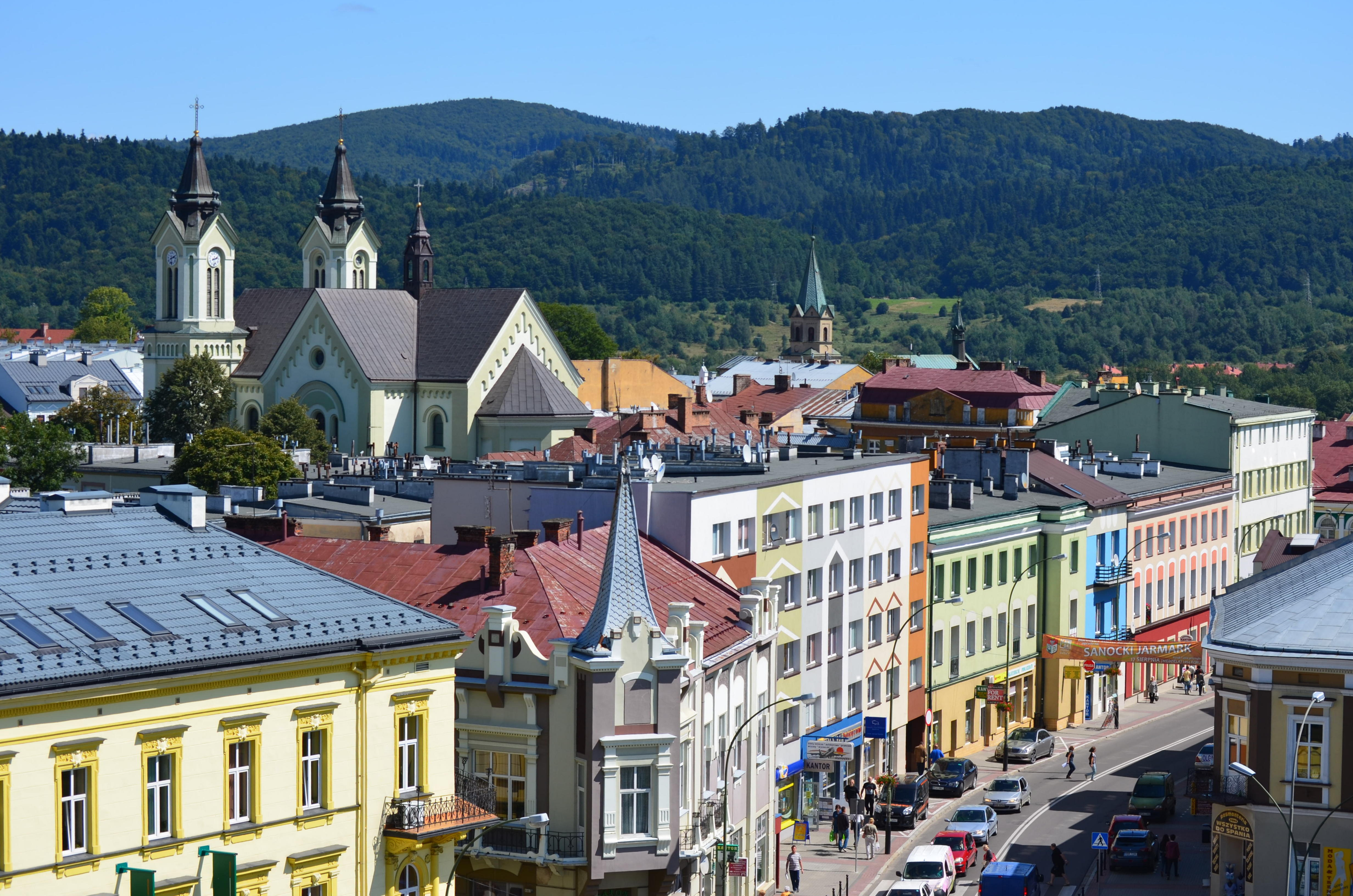
Sanok

Am 31. Dezember 2019 waren 2.127.164 Einwohner in der Woiwodschaft Karpatenvorland gemeldet, davon sind 1.041.834 Männer (48,98 %) und 1.085.330 Frauen (51,02 %). Die Bevölkerung lebt mehrheitlich in ländlichen Regionen, nur rund 41 Prozent der Einwohner sind in den Städten der Region beheimatet.
Die Bevölkerungsdichte ist regional stark unterschiedlich. Die meisten Einwohner pro Quadratkilometer leben in Rzeszów und Umgebung sowie in den Landkreisen Dębica (174 Einwohner pro km²), Mielec (155 Einwohner pro km²) und Jasło (136 Einwohner pro km²). Äußerst dünn besiedelt sind hingegen die Landkreise Bieszczady (19 Einwohner pro km²), Lesko (32 Einwohner pro km²) und Lubaczów (42 Einwohner pro km²).

### Bevölkerungsentwicklung
Das Karpatenvorland verzeichnet seit mehreren Jahrzehnten eine stabile Einwohnerzahl von rund 2,1 Millionen Menschen.
| Jahr | Einwohnerzahl |
| ---- | ------------- |
| 1995 | 2.105.597     |
| 2000 | 2.101.375     |
| 2005 | 2.098.263     |
| 2010 | 2.103.505     |
| 2015 | 2.127.657     |
| 2019 | 2.127.164     |

### Lebenserwartung
Im Jahr 2019 betrug die durchschnittliche Lebenserwartung in der Woiwodschaft Karpatenvorland bei Männern 75,4 Jahre und bei Frauen 83,2 Jahre. Damit weist die Region die im Durchschnitt höchste Lebenserwartung in ganz Polen auf.

### Größte Städte
| Stadt        | Landkreis          | Einwohner 31. Dezember 2020 |
| ------------ | ------------------ | --------------------------- |
| Rzeszów      | kreisfrei          | 196.638                     |
| Mielec       | Mielec             | 60.075                      |
| Przemyśl     | kreisfrei          | 59.779                      |
| Stalowa Wola | Stalowa Wola       | 59.623                      |
| Tarnobrzeg   | kreisfrei          | 46.360                      |
| Krosno       | kreisfrei          | 45.944                      |
| Dębica       | Dębica             | 45.189                      |
| Jarosław     | Jarosław           | 37.073                      |
| Sanok        | Sanok              | 36.999                      |
| Jasło        | Jasło              | 34.542                      |
| Łańcut       | Łańcut             | 17.675                      |
| Ropczyce     | Ropczyce-Sędziszów | 15.864                      |

### Sprachen
Die Mehrheitsbevölkerung der Woiwodschaft spricht die polnische Sprache im kleinpolnischen Dialekt. Die Nachfahren von ethnischen Ukrainern und Slowaken sprechen ihre jeweiligen Nationalsprachen.

## Wirtschaft
Das Karpatenvorland ist sowohl industriell als auch landwirtschaftlich geprägt. In der Industrie, die zu rund 30 Prozent der Wirtschaftsleistung beiträgt, sind insbesondere der Maschinenbau, die chemische Industrie, die Rüstungsindustrie, die Luftfahrtindustrie sowie der Fahrzeugbau von Bedeutung. Daneben spielt auch die Lebensmittelindustrie eine Rolle. Die Landwirtschaft hingegen ist häufig noch eher traditionell organisiert und kennzeichnet sich durch eine niedrige Durchschnittsfläche der Agrarbetriebe von unter 5 Hektar.
Wichtigster Dienstleistungsstandort im Karpatenvorland ist die Hauptstadt Rzeszów, in der unter anderem der größte Softwareentwickler Mittel- und Osteuropas, Asseco, seinen Hauptsitz hat. Darüber hinaus ist Rzeszów der wichtigste Verwaltungs- und Forschungsstandort sowie ein Industriestandort, insbesondere in der Herstellung von Haushaltsgeräten, von Medikamenten sowie in der Luftfahrttechnik.
Daneben spielt auch der Tourismus eine übergeordnete Rolle in der regionalen Wirtschaft, wenngleich die Bieszczady sowie dessen angrenzende Gebirgsketten im Gegensatz beispielsweise zur Tatra nicht im vergleichbaren Ausmaß vom Tourismus geprägt sind.
Im Vergleich mit dem BIP der EU ausgedrückt in Kaufkraftstandards erreichte die Woiwodschaft 2018 einen Index von 50 (EU-27 = 100), bezogen auf den Wert pro Erwerbstätigem erreichte das Karpatenvorland hingegen einen Index von 59 (EU-27 = 100). Innerhalb Polens gilt das Karpatenvorland damit zwar als strukturschwach, es ist jedoch zugleich von allen Woiwodschaften im Osten des Landes die wirtschaftlich am stärksten entwickelte.
Mit einem Wert von 0,872 erreicht das Karpatenvorland Platz 9 unter den 16 Woiwodschaften Polens im Index der menschlichen Entwicklung.

## Infrastruktur
Das befestigte Straßennetz der Region hatte im Jahr 2019 eine Gesamtlänge von rund 17.304 Kilometern, davon entfielen 30 Kilometer auf Schnellstraßen und 153 Kilometer auf Autobahnen. Das Eisenbahnnetz der Region hatte im Jahr 2019 eine Gesamtlänge von insgesamt 978 Kilometern.
Der internationale Flughafen für den Südosten Polens befindet sich in Rzeszów-Jasionka. Im Jahr 2019 zählte er knapp 800.000 Passagiere.